# Probarbus
Probarbus is een geslacht van straalvinnige vissen uit de familie van karpers (Cyprinidae).

## Soorten
- Probarbus jullieni Sauvage, 1880
- Probarbus labeamajor Roberts, 1992
- Probarbus labeaminor Roberts, 1992